# Ryan Franklin
Pour les articles homonymes, voir Franklin (patronyme).
Ryan Ray Franklin, né le 5 mars 1973 à Fort Smith (Arkansas) aux États-Unis, est un joueur américain de baseball. International américain, ce lanceur remporte la médaille d'or lors du tournoi de baseball des Jeux olympiques de Sydney en 2000. Il compte une sélection au match des étoiles (2009).

## Carrière

### Scolaire et universitaire
Franklin est drafté le 3 juin 1991 par les Blue Jays de Toronto, mais il repousse l'offre afin de poursuivre ses études. De nouveau drafté l'année suivante, cette fois par les Mariners de Seattle, Franklin attend le 21 mai 1993 pour signer son contrat professionnel ; entre juin 1992 et mai 1993 il poursuit ses études au Seminole State College à Seminole (Oklahoma). Il est sélectionné en équipe première All-American en 1993.

### Professionnelle
Passé professionnel en mai 1993, Franklin évolue six saisons en Ligues mineures dans les clubs-école des Mariners avant de débuter en Ligue majeure le 15 mai 1999.
Il est suspendu 10 jours le 1er août 2005 pour dopage,.
Devenu agent libre après la saison 2005, il signe chez les Phillies de Philadelphie le 13 janvier 2006. Lanceur partant jusque-là, il devient lanceur de relève à partir de la saison 2006. Il est transféré chez les Reds de Cincinnati le 7 août 2006 à l'occasion d'un échange impliquant plusieurs joueurs.
Agent libre au terme de la saison 2006, il s'engage avec les Cardinals de Saint-Louis le 10 janvier 2007. En mai 2008, il devient le principal stoppeur de l'équipe. Il réussit un sommet personnel de 38 sauvetages en 2009 puis en ajoute 27 en 2010. En 2011 toutefois, il perd son poste au profit de Fernando Salas. Au milieu d'une difficile saison, Franklin est libéré par les Cardinals le 29 juin.

### Équipe des États-Unis
Franklin remporte la médaille d'or lors du tournoi de baseball des Jeux olympiques de Pékin en 2008 avec l'équipe des États-Unis. Il prend part à quatre matches, lance neuf manches sans accorder le moindre point et enregistre trois victoires pour aucune défaite.